# Archive for History of Exact Sciences
Archive for History of Exact Sciences (Arch. Hist. Exact Sci.) ist eine zweimonatlich seit 1960 erscheinende Fachzeitschrift für Wissenschaftsgeschichte (Mathematik, Naturwissenschaften einschließlich Biologie) und Wissenschaftsphilosophie bei Springer Science+Business Media.
Sie wurde von Clifford Truesdell gegründet und lange herausgegeben. Die erste Ausgabe eröffnete mit seinem Aufsatz von ihm über A program toward rediscovering the rational mechanics of the age of reason und von Árpád Szabó über Die Anfänge des euklidischen Axiomensystems.
Herausgeber sind (2023) Jed Z. Buchwald und Jeremy Gray.
Die ISSN ist 0003-9519.